# Martina Novotná
Martina Novotná (* 26. Mai 1979 in Prag) ist eine tschechische Volleyballspielerin.

## Karriere
Martina Novotná begann ihre Karriere 1989 in ihrer Heimatstadt bei TJ Tatran Střešovice Prag. Im Jahr 2000 wechselte sie innerhalb der Hauptstadt zu PVK Olymp Prag. 2003 nahm die Nationalspielerin an der Europameisterschaft in Ankara teil, bei der Tschechien als siegloser Gruppenletzter in der Vorrunde ausschied. 2005 gewann Novotná das nationale Double aus Meisterschaft und Pokal. Anschließend wechselte sie zum deutschen Bundesligisten 1. VC Wiesbaden. Mit diesem Klub wurde sie 2010 deutscher Vizemeister. Seit 2012 spielt Martina Novotná in der zweiten Mannschaft Wiesbadens in der Dritten Liga Süd.